# Prix suisse de littérature
Le Prix suisse de littérature (anciennement prix fédéral de littérature) est un prix littéraire suisse décerné depuis 2012 par l’Office fédéral de la culture (OFC). 

## Histoire
L’organisation des prix suisses de littérature est confiée à l’Office fédéral de la culture dans le cadre de la mise en œuvre de la loi sur l’encouragement de la culture (LEC). Ils remplacent les prix Schiller, attribués pour la dernière fois au printemps 2012. 
Dès 2013, les prix suisses de littérature récompensent huit œuvres littéraires qui ont marqué l’année en cours. Dès 2014 sont également décernés deux Grands Prix suisses de littérature qui récompensent des personnalités marquantes dans le domaine de la littérature suisse, que ce soit dans la médiation, l’édition, la production, la critique, la politique culturelle ou l’enseignement et la recherche.
Les prix suisses de littérature sont remis en préouverture des Journées littéraires de Soleure,.

## Jury
Le jury fédéral de littérature est constitué de neuf personnes, issues de toutes les régions linguistiques de Suisse. Il est présidé par Dominik Müller de 2012 à 2017, par Éléonore Sulser de 2017 à 2018, par Ruth Gantert de 2019 à 2020, par Tabea Steiner de 2020 à 2022, puis par Thierry Raboud depuis 2022.

## Montant du prix et promotion
Les auteurs primés par un prix suisse de littérature reçoivent chacun 25 000 francs suisses et les lauréats d'un grand prix 40 000 francs suisses. Ils bénéficient de mesures de soutien spécifiques afin de les faire connaître au niveau national. Des lectures sont organisées dans toute la Suisse pour leur permettre d’atteindre leur public au-delà des frontières linguistiques.

## Lauréats

### 2013
Grand prix suisse de littérature
(decernés sous le nom Prix suisses de littérature 2013)
- Festival Babel
- Jean-Marc Lovay
- Erica Pedretti
- Fabio Pusterla

Prix suisse de littérature
(decernés sous le nom Prix fédéraux de littérature 2012)
- Irena Brežná (de), Die undankbare Fremde. Berlin, Verlag Galiani, 2012
- Arno Camenisch, Ustrinkata. Solothurn, Engeler-Verlag 2012
- Massimo Daviddi, Il silenzio degli operai. Milano, La vita felice, 2012
- Thilo Krause, Und das ist alles genug. Leipzig, Poetenladen Verlag, 2012
- Marius Daniel Popescu, Les Couleurs de l’hirondelle. Paris, Corti, 2012
- Catherine Safonoff, Le mineur et le canari. Genève, Éditions Zoé, 2012
- Frédéric Wandelère, La Compagnie capricieuse. Genève, La Dogana, 2012
- Matthias Zschokke, Der Mann mit den zwei Augen. Göttingen, Wallstein-Verlag, 2012

### 2014
Grand prix suisse de littérature
- Christoph Ferber (médiation)
- Philippe Jaccottet
- Paul Nizon

Prix suisse de littérature
- Urs Allemann, In sepps welt. Gedichte und ähnliche dinge. Vienne, Klever, 2013,  (ISBN 978-3-902665-55-3)
- David Bosc, La claire fontaine. Lagrasse, Verdier, 2013,  (ISBN 978-2-86432-726-4)
- Roland Buti, Le Milieu de l’horizon. Genève, Zoé, 2013,  (ISBN 978-2-88182-894-2)
- Rose-Marie Pagnard, J’aime ce qui vacille. Genève, Zoé, 2013,  (ISBN 978-2-88182-883-6)
- Vera Schindler-Wunderlich, Dies ist ein Abstandszimmer im Freien. Gedichte. Zurich, Diogenes, 2013,  (ISBN 978-3-906061-00-9)
- Matteo Terzaghi, Ufficio proiezioni luminose. Macerata, Quodlibet, 2103,  (ISBN 978-88-7462-536-9)
- Urs Widmer, Reise an den Rand des Universums. Zurich, Diogenes, 2013,  (ISBN 978-3-257-06868-9)

### 2015
Grand prix suisse de littérature
- Adolf Muschg[7]

Prix suisse de littérature
- Dorothee Elmiger, Schlafgänger. Cologne, DuMont, 2014,  (ISBN 978-3-8321-9742-1)
- Eleonore Frey, Unterwegs nach Ochotsk. Soleure, Engeler, 2014,  (ISBN 978-3-906050-07-2)
- Hanna Johansen, Der Herbst, in dem ich Klavier spielen lernte. Zurich, Dörlemann, 2014,  (ISBN 978-3-03820-011-6)
- Guy Krneta (de), Unger üs. Lucerne, Der gesunde Menschenversand, 2014,  (ISBN 978-3-905825-90-9)
- Frédéric Pajak, Manifeste incertain. Vol. 3 : La mort de Walter Benjamin. Ezra Pound mis en cage. Lausanne, Noir sur Blanc, 2014,  (ISBN 978-2-88250-353-4)
- Claudia Quadri Suona, Nora Blume. Bellinzona, Casagrande, 2013,  (ISBN 978-88-7713-629-9)
- Noëlle Revaz, L’Infini livre. Genève, Zoé, 2014,  (ISBN 978-2-88182-925-3)

### 2016
Grand prix suisse de littérature
- Hartmut Fähndrich (traduction)
- Alberto Nessi

Prix suisse de littérature
- Giovanni Fontana, Breve pazienza di ritrovarti. Interlinea, Novara 2015,  (ISBN 978-88-6857-029-3)
- Massimo Gezzi, Il numero dei vivi. Donzelli. Rom 2015,  (ISBN 978-88-684-3186-0)
- Yves Laplace, Plaine des héros. Fayard, Paris 2015,  (ISBN 978-2-213-68591-5)
- Antoinette Rychner, Le prix. Buchet-Chastel, Paris 2015,  (ISBN 978-2-283-02841-4)
- Ruth Schweikert, Wie wir älter werden. S. Fischer, Frankfurt am Main 2015,  (ISBN 978-3-10-002263-9)
- Monique Schwitter, Eins im Andern. Droschl, Graz 2015,  (ISBN 978-3-85420-969-0)
- Leta Semadeni, Tamangur. Rotpunktverlag, Zürich 2015,  (ISBN 978-3-85869-641-0)

### 2017
Grand prix suisse de littérature
- Pascale Kramer
- Charles Linsmayer (médiation)

Prix suisse de littérature
- Laurence Boissier, Inventaire des lieux. Lausanne, art&fiction, éditions d’artistes, 2015,  (ISBN 978-2-940570-02-7)
- Ernst Burren, Dr Chlaueputzer trinkt nume Orangschina. Müri bei Bern, Cosmos Verlag, 2016,  (ISBN 978-3-305-00418-8)
- Annette Hug, Wilhlem Tell in Manila. Heidelberg, Verlag Das Wunderhorn, 2016,  (ISBN 978-3-884-23518-8)
- Michel Layaz, Louis Soutter, probablement. Genève, Zoé, 2016,  (ISBN 978-2-88927-342-3)
- Jens Nielsen, Flusspferd im Frauenbad. Lucerne, Der gesunde Menschenversand, 2016,  (ISBN 978-3-03853-018-3)
- Philippe Rahmy, Allegra. Paris, La Table Ronde, 2016,  (ISBN 978-2-7103-7856-3)
- Dieter Zwicky, Hihi – Mein argentinischer Vater. Wädenswil, edition pudelundpinscher, 2016,  (ISBN 978-3-906061-09-2)

### 2018
Grand prix suisse de littérature
- Anna Felder
- Yla von Dach (traduction)

Prix suisse de littérature
- Fabiano Alborghetti, Maiser, Milan, Marcos y Marcos, 2017,  (ISBN 978-88-7168-793-3)
- Dumenic Andry, sablun, Cuira, Chasa Editura Rumantscha, 2017,  (ISBN 978-3-03845-047-4)
- Michael Fehr, Glanz und Schatten, Lucerne, Der gesunde Menschenversand, 2017,  (ISBN 978-3-03853-039-8)
- Baptiste Gaillard, Un domaine de corpuscules, Lyon, Hippocampe éditions, 2017,  (ISBN 979-10-96911-02-8)
- Yael Inokai, Mahlstrom, Zurich, Edition Blau im Rotpunktverlag, 2017,  (ISBN 978-3-85869-760-8)
- Friederike Kretzen, Schule der Indienfahrer, Francfort et Bâle, Stroemfeld Verlag, 2017,  (ISBN 978-3-86600-272-2)
- Jérôme Meizoz, Faire le garçon, Genève, Éditions Zoé, 2017,  (ISBN 978-2-88927-391-1)

### 2019
Grand prix suisse de littérature
- Zsuzsanna Gahse

Prix spécial de médiation
- Centre de traduction littéraire et Collège de traducteurs Looren

Prix suisse de littérature
- Elisa Shua Dusapin, Les Billes du Pachinko, Zoé, 2018  (ISBN 978-2889275793)
- Alexandre Hmine, La chiave nel latte, Gabriele Capelli Editore, 2018  (ISBN 978-8897308645)
- Anna Ruchat, Gli anni di Nettuno sulla terra, Ibis, 2018  (ISBN 978-8871645711)
- Patrick Savolainen, Farantheiner, Verlag die brotsuppe, 2018  (ISBN 978-3038670070)
- José-Flore Tappy, Trás-os-Montes, La Dogana, 2018  (ISBN 978-2940055869)
- Christina Viragh, Einer dieser Nächte, Dörlemann, 2018  (ISBN 978-3038200567)
- Julia von Lucadou, Die Hochausspringerin, Hanser Berlin, 2018  (ISBN 978-3446260399)

### 2020
Grand prix suisse de littérature
- Sibylle Berg pour l’ensemble de ses œuvres[8]

Prix spécial de traduction
- Marion Graf[9]

Prix suisse de littérature
- Flurina Badel, Tinnitus tropic, editionmevinapuorger, Turich, 2019,  (ISBN 978-3-9524584-7-1)[10]
- François Debluë, La Seconde mort de Lazare, Éditions l’Âge d’homme, Lausanne, 2019,  (ISBN 978-2-8251-4771-9)[11]
- Doris Femminis, Fuori per sempre, Marcos y Marcos, Milano, 2019,  (ISBN 978-88-7168-853-4)[12]
- Christoph Geiser, Verfehlte Orte. Erzählungen, Secession Verlag für Literatur, Zürich, 2019,  (ISBN 978-3-906910-51-2)[13]
- Pascal Janovjak, Le zoo de Rome, Éditions Actes Sud, Arles, 2019,  (ISBN 978-2-330-12082-5)[14]
- Noëmi Lerch, Willkommen im Tal der Tränen, verlag die brotsuppe, Biel, 2019,  (ISBN 978-3-03867-015-5)[15]
- Demian Lienhard, Ich bin die, vor der mich meine Mutter gewarnt hat, Frankfurter Verlagsanstalt, Frankfurt am Main, 2019,  (ISBN 978-3-627-00260-2)[16]

### 2021
Grand prix suisse de littérature
- Frédéric Pajak pour l'ensemble de son œuvre[17]

Prix spécial de médiation 2021
- Bibliothèques sonores et Braille[18]
  - Bibliothèque Sonore Romande (Lausanne)
  - Bibliothèque Braille Romande et Livre Parlé (Genève),
  - SBS Schweizerische Bibliothek für Blinde, Seh-und Lesebehinderte (Zürich)
  - Biblioteca Braille e del libro parlato (Tenero)

Prix suisse de littérature
- Corinne Desarzens, La lune bouge lentement[19]
- Alexandre Lecoultre, Peter und so weiter[20]
- Dragica Rajčić Holzner, Glück[21]
- Silvia Ricci Lempen, I sogni di Anna[22]
- Christoph Schneeberger, Neon Pink & Blue[23]
- Benjamin von Wyl, Hyäne[24]
- Levin Westermann, Bezüglich der Schatten[25]

### 2022
Grand prix suisse de littérature
- Reto Hänny pour l'ensemble de son œuvre[26]

Prix spécial de traduction
- Maurizia Balmelli[27]

Prix suisse de littérature
- Yari Bernasconi, La casa vuota[28]
- Rebecca Gisler, D'oncle[29]
- Dana Grigorcea, Die nicht sterben[30]
- Ariane Koch, Die Aufdrängung[31]
- Christian Kracht, Eurotrash[32]
- Fabienne Radi, Email diamant[33]
- Isabelle Sbrissa, tout tient tout[34]

### 2023
Grand prix suisse de littérature
- Leta Semadeni pour l’ensemble de son œuvre[35]

Prix spécial de médiation
- Projet « Roman d’école »

Prix suisse de littérature
- Prisca Agustoni, Verso la ruggine
- Jachen Andry, be cun rispli,
- Fanny Desarzens, Galel
- Eugène, Lettre à mon dictateur
- Lioba Happel, POMMFRITZ aus der Hölle
- Lika Nüssli, Starkes Ding
- Anne-Sophie Subilia, L’épouse

### 2024
Grand prix suisse de littérature
- Klaus Merz pour l’ensemble de son œuvre[36]

Prix spécial de traduction
- Dorothea Trottenberg

Prix suisse de littérature
- Bessora, Vous, les ancêtres
- Jérémie Gindre, Tombola
- Judith Keller, Wilde Manöver

- Dominic Oppliger, giftland
- Claudia Quadri, Infanzia e bestiario
- Ed Wige, Milch Lait Latte Mleko
- Ivna Žic, Wahrscheinliche Herkünfte